# Charlotte Vigel
Charlotte Vigel (født 1970) er en dansk studievært, sangerinde og selvstændig erhvervsdrivende. Hun er født og opvokset på Bornholm, og driver sammen med barndomsveninden Tine Ipsen virksomheden Karamelleriet, der er baseret i Svaneke og København.
Charlotte Vigel var en af de faste studieværter på Radio 100FM's morgenprogram Morgenhyrderne, som hun lavede sammen med Jacob Wilson.
Tillige er hun forsanger i jam-bandet Back to the 80's. Hun deltog i Dansk Melodi Grand Prix 2000 med sangen "Hva' så med mig", skrevet af Rasmus Schwenger.
I 1990 blev hun ansat som studievært på TV 2/Bornholm. I 1995 udgav hun, som en del af pigetrioen Surprise Surprise et album af samme navn. Fra midten af 1990'erne havde hun en succesfuld sangkarriere under kunstnernavnet Tiggy i eurodance-genren i stil med Aqua og Toy-Box. Hun allierede sig med Me & My-producerne Hartmann & Langhoff og udsendte singlen "Ring-a-Ling" i 1996, der strøg direkte til tops på hitlisten og forblev nummer ét i ni uger i træk.[kilde mangler] I 1996 var hun også med på soundtracket til TV 2-julekalenderen Krummernes Jul som solist. Tiggys anden single, "Simsalabim" blev ligeledes et nummer ét hit. Succesen medvirkede at hendes debutalbum, Fairytales (1997) blev bestilt i mere end 30.000 eksemplarer[kilde mangler], hvilket udløste en guldplade. I 1998 udsendte Tiggy sit andet album, Tiggy, der ligesom debutpladen også udkom på det japanske marked.

## Diskografi

### Surprise Surprise
- 1995 Surprise Surprise

### Album
- 1997 Fairytales
- 1998 Tiggy